# Cissusa remigipila
Cissusa remigipila là một loài bướm đêm trong họ Erebidae.